# استرواح المنصف
اسْتِرْواحُ المَنْصِف (بالإنجليزية: Pneumomediastinum)‏ هو استرواح (وجود غير طبيعي من الهواء أو الغازات الأخرى) في المنصف. تم وصفها لأول مرة في عام 1819 من قبل رينيه لاينك، يمكن أن تنجم الحالة عن صدمة جسدية أو حالات أخرى تؤدي إلى هروب الهواء من الرئتين أو الشُعَب الهوائية أو الأمعاء إلى تجويف الصدر.

## العلامات والأعراض
الأعراض الرئيسية هي عادة ألم شديد في وسط الصدر. تشمل الأعراض الأخرى التنفس الجهدي، والتشوه الصوتي (كما هو الحال مع الهليوم) ونفاخ تحت الجلد، مما يؤثر بشكل خاص على الوجه والعنق والصدر. يمكن أن يتصف الالتهاب الرئوي أيضًا بضيق التنفس الذي يمثل مشكلة في الجهاز التنفسي. غالبًا ما يتم التعرف عليه عند التسمع على صوت «الطحن» الموقوت مع الدورة القلبية (علامة هامان). قد يظهر استرواح المنصف أيضًا مع أعراض تحاكي الاندحاس القلبي نتيجةً لزيادة الضغط داخل الرئة الناتج عن التدفق الوريدي للقلب.

## الأسباب
السبب الأكثر شيوعًا هو:
- تمزق المريء، على سبيل المثال في متلازمة بورهاف
- الربو أو الحالات الأخرى التي تؤدي إلى تمزق السنخية
- تمزق الأمعاء، حيث يتدفق الهواء في تجويف البطن حتى الصدر.

ارتبطت الحالة أيضًا بـ:
- ذات الرئة التي تسببها المفطورة الرئوية[6]
- السمنة[7]

في الأطفال وفي بعض الحالات قد تحدث الحالة بسبب مناورة فالسالفا، القيء والسعال الشديدين.
يمكن أن يحدث ذلك لمساعدة جراحة تنظير الصدر. يمكن أن يكون السبب في الرضح الضغطي الرئوي والذي يحدث عندما ينتقل الشخص إلى أو من بيئة ضغط أعلى إلى بيئة منخفضة بشكل سريع، مثل عند الغوص بجهاز التنفس المكتفي ذاتياً، الغوص الحر أو ركوب الطائرة.
في حالات نادرة، قد ينشأ الالتهاب الرئوي أيضًا نتيجة لصدمة حادة في الصدر (مثل حوادث السيارات، والعراكات، والضغط الزائد في أجهزة التنفس)، مع الاستمرار في التطور بنفس طريقة التشكل التلقائية.
يشيع استرواح المنصف في المرضى الذكور الأصحاء أكثر، وقد لا يُظِهر التاريخ الطبي أي صلة بأمراض مماثلة.

## التشخيص
استرواح المنصف غير شائع ويحدث عندما يتسرب الهواء إلى المنصف يمكن تأكيد التشخيص عن طريق تصوير الأشعة السينية على الصدر والتي تبين صورةً إشعاعيةً حول القلب والمنصف أو عن طريق التصوير المقطعي للصدر. 

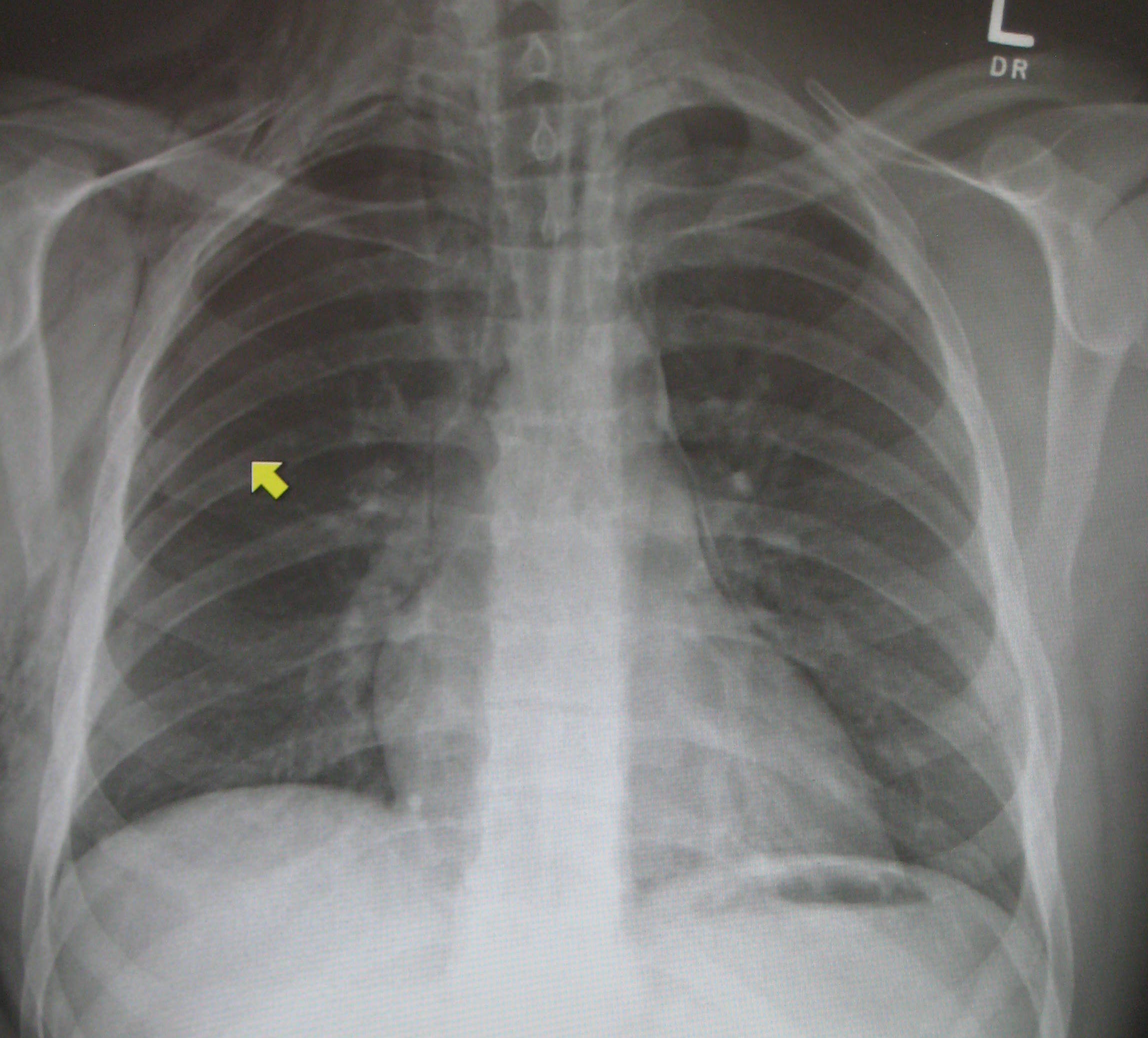
استرواح المنصف و استرواح الجانب الأيمن من الصدر بعد كسر في الضلع الأول في حادث ركوب دراجة جبلية.
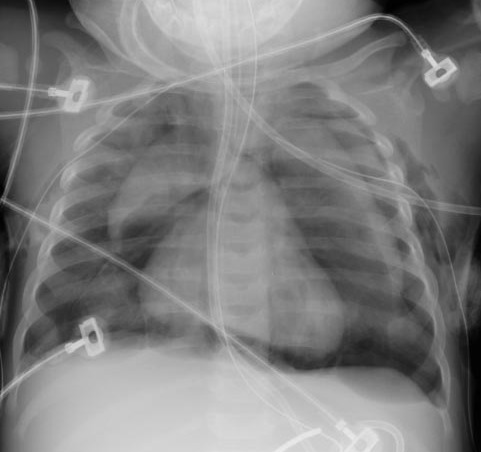
استرواح المنصف مع علامة جناح الملاك
- استرواح المنصف كما يظهرعلى الموجات فوق الصوتية[16]

## العلاج
تمتص الأنسجة الموجودة في المنصف ببطء الهواء في التجويف حتى تتم معالجة معظم الاسترواح بشكل تحفظي غير جراحي. استنشاق الأكسجين عالي التدفق يزيد من امتصاص الهواء. إذا كان الهواء تحت الضغط ويشكّل ضغطاً على القلب، يمكن إدخال إبرة في التجويف لتحرير الهواء. قد تكون هناك حاجة لعملية جراحية لإصلاح الانثقاب المسبب للاسترواح على حسب الموقع سواءً القصبة الهوائية أو المريء أو الأمعاء.
إذا كان هناك همود في الرئة، فمن الضروري أن يستلقي المريض على الجانب المصاب، على الرغم من كونه مؤلماً؛ إلا أنه يسمح بتضخم كامل في الرئة الغير مصابة.

## روابط خارجية
- 00964 على النص التشعبي التعاوني للأشعة (CHORUS)